# Gempenach

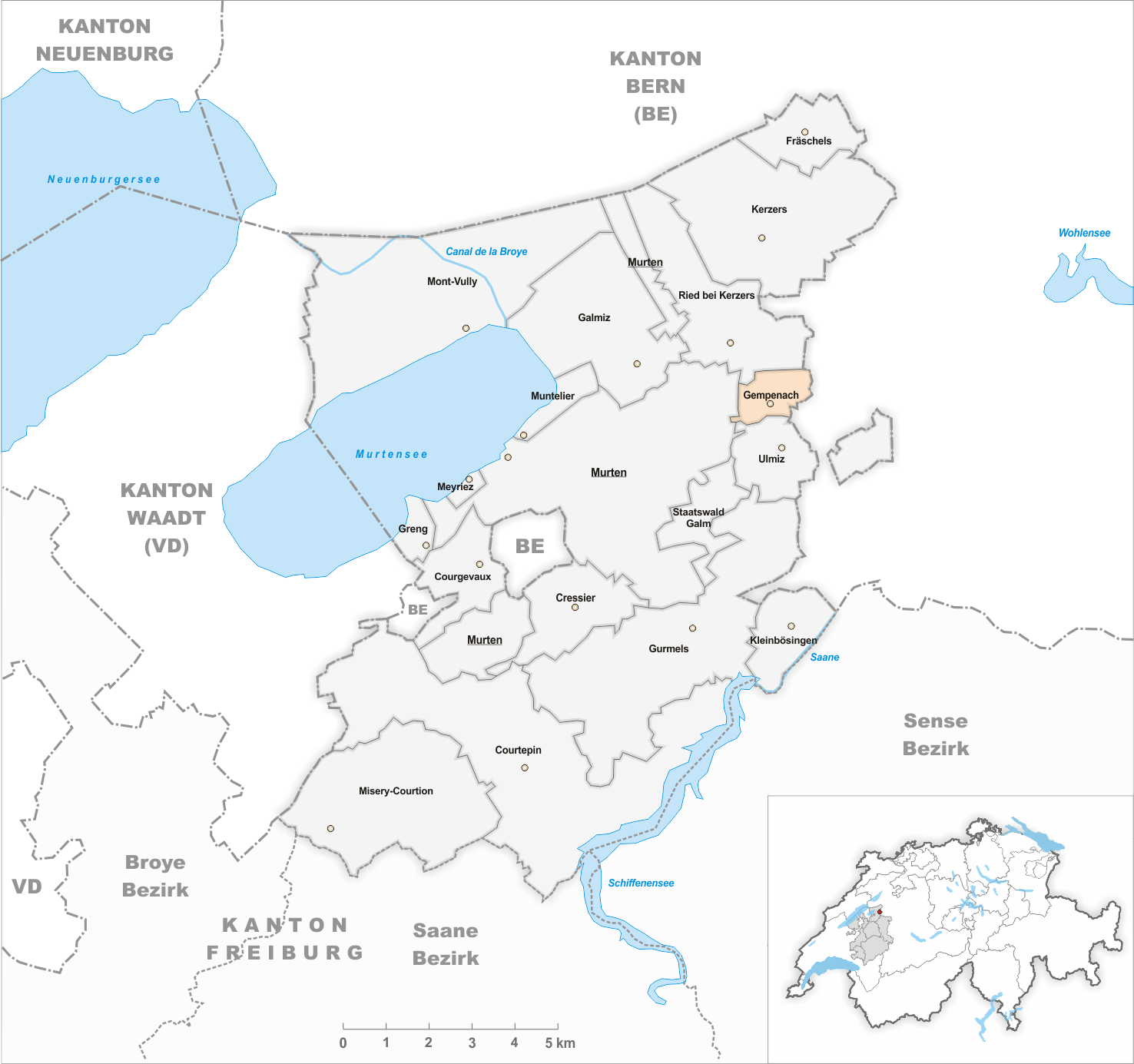
Gemeindestand vor der Fusion am 1. Januar 2022

Gempenach (französisch Champagny; Freiburger Patois Tsanpanyiⓘ) ist ein Ort in der Gemeinde Murten im Seebezirk (französisch: District du Lac) des Kantons Freiburg in der Schweiz. Am 1. Januar 2022 fusionierte Gempenach gleichzeitig mit den Gemeinden Clavaleyres und Galmiz mit der Gemeinde Murten.

## Geographie
Gempenach liegt auf 501 m ü. M., 6,5 km östlich des Zentrums des Bezirkshauptortes Murten (Luftlinie). Das Strassendorf erstreckt sich auf einem Plateau auf der westlichen Seite des Biberentals, auf der Höhe südöstlich des Grossen Mooses, im nördlichen Freiburger Mittelland.
Die Fläche des 1,7 km² grossen ehemaligen Gemeindegebiets umfasst einen Abschnitt der Molassehöhen zwischen dem Grossen Moos im Nordwesten und dem Saanetal im Osten. Die östliche Grenze verläuft teilweise entlang der Biberen, welche hier in einem rund 10 bis 20 m in das Plateau eingetieften Tal fliesst. Ein kleiner Teil des Wannerenwaldes rechts der Biberen gehört ebenfalls zu Gempenach. Im Süden bildet ein linker Seitenbach, der Dorfbach von Lurtigen (Hubelbach), die natürliche Grenze. Nach Norden erstreckt sich der ehemalige Gemeindeboden über das Plateau (Chilchefeld) in die Wälder Stöckholz und Büchslenholz. Der höchste Punkt von Gempenach wird mit 533 m ü. M. auf dem Wiesenhügel Breitfeld erreicht. Von der Fläche entfielen 1997 7 % auf Siedlungen, 18 % auf Wald und Gehölze und 75 % auf Landwirtschaft.
Zu Gempenach gehört der nördliche Teil des Weilers Chäppelimatt sowie einige Einzelhöfe. Nachbargemeinden von Gempenach waren Ulmiz, Murten und Ried bei Kerzers im Kanton Freiburg sowie Ferenbalm im Kanton Bern.

## Bevölkerung
Mit 306 Einwohnern (Stand: 31. Dezember 2021) gehörte Gempenach zu den kleinen Gemeinden des Kantons Freiburg. Von den Bewohnern sind 97,5 % deutschsprachig, 1,4 % portugiesischsprachig, und 0,7 % sprechen Französisch (Stand 2000). Die Bevölkerungszahl von Gempenach belief sich 1850 auf 191 Einwohner, 1900 auf 213 Einwohner. Im Verlauf des 20. Jahrhunderts pendelte die Bevölkerungszahl im Bereich zwischen 180 und 210 Einwohnern. Erst seit 1980 (177 Einwohner) wurde ein deutliches Bevölkerungswachstum verzeichnet.
Einwohnerzahlen: Volkszählungsdaten

## Wirtschaft
Gempenach war bis in die zweite Hälfte des 20. Jahrhunderts ein vorwiegend durch die Landwirtschaft geprägtes Dorf. Noch heute haben der Ackerbau, der Obstbau und die Viehzucht einen wichtigen Stellenwert in der Erwerbsstruktur der Bevölkerung. Weitere Arbeitsplätze sind im lokalen Kleingewerbe und im Dienstleistungssektor vorhanden, unter anderem in Betrieben des Transportgewerbes und des Holzbaus. In den letzten Jahrzehnten hat sich das Dorf auch zu einer Wohngemeinde entwickelt. Viele Erwerbstätige sind deshalb Wegpendler, die hauptsächlich in den Regionen Murten und Kerzers sowie in der Agglomeration Bern arbeiten.

## Verkehr
Die Ortschaft ist verkehrsmässig recht gut erschlossen. Sie liegt an der Hauptstrasse 1 von Bern über Payerne nach Lausanne. Der nächste Anschluss an die Autobahn A1 (Bern-Lausanne) befindet sich rund 5 km vom Ortskern entfernt. Durch eine Postautolinie zwischen Düdingen und Kerzers sowie durch eine Buslinie der Transports publics Fribourgeois zwischen Murten und Gümmenen ist Gempenach an das Netz des öffentlichen Verkehrs angebunden.

## Geschichte
Das Gemeindegebiet von Gempenach war schon sehr früh besiedelt. So wurde auf der Forstmatt ein grosses Gräberfeld aus der frühen und mittleren La-Tène-Zeit gefunden. Die reichen Grabbeigaben (Schmuckwaren, Bronzefibeln, Waffen) sind heute in den Museen von Murten und Bern zu besichtigen.
Die erste urkundliche Erwähnung des Ortes erfolgte im Jahr 961 unter dem Namen Chempinnacho (Gut des Campanius). Später erschienen die (teilweise französischen) Bezeichnungen Champagniaco, Champagnie (1265) und Gampenach (1558).
Seit dem Mittelalter unterstand Gempenach der Herrschaft Murten. 1475 gelangte das Dorf als Teil der Landvogtei Murten unter die gemeinsame Verwaltung der Stände Bern und Freiburg. Nach dem Zusammenbruch des Ancien Régime (1798) kam Gempenach an den Kanton Freiburg. Während der Helvetik und der darauf folgenden Zeit gehörte es zum Distrikt Murten, bevor es 1848 mit der neuen Kantonsverfassung in den Seebezirk eingegliedert wurde.
Per 1. Januar 2022 wurde Gempenach in die Gemeinde Murten eingemeindet.

## Sehenswürdigkeiten
Im Ortskern sind einige alte Gebäude aus dem 18. und 19. Jahrhundert erhalten, darunter das Gasthaus Zum Kantonsschild, das zu Beginn des 19. Jahrhunderts erbaut wurde. Das Dorf besitzt keine eigene Kirche; es gehört zur kantonsübergreifenden Pfarrei Ferenbalm.

## Bilder

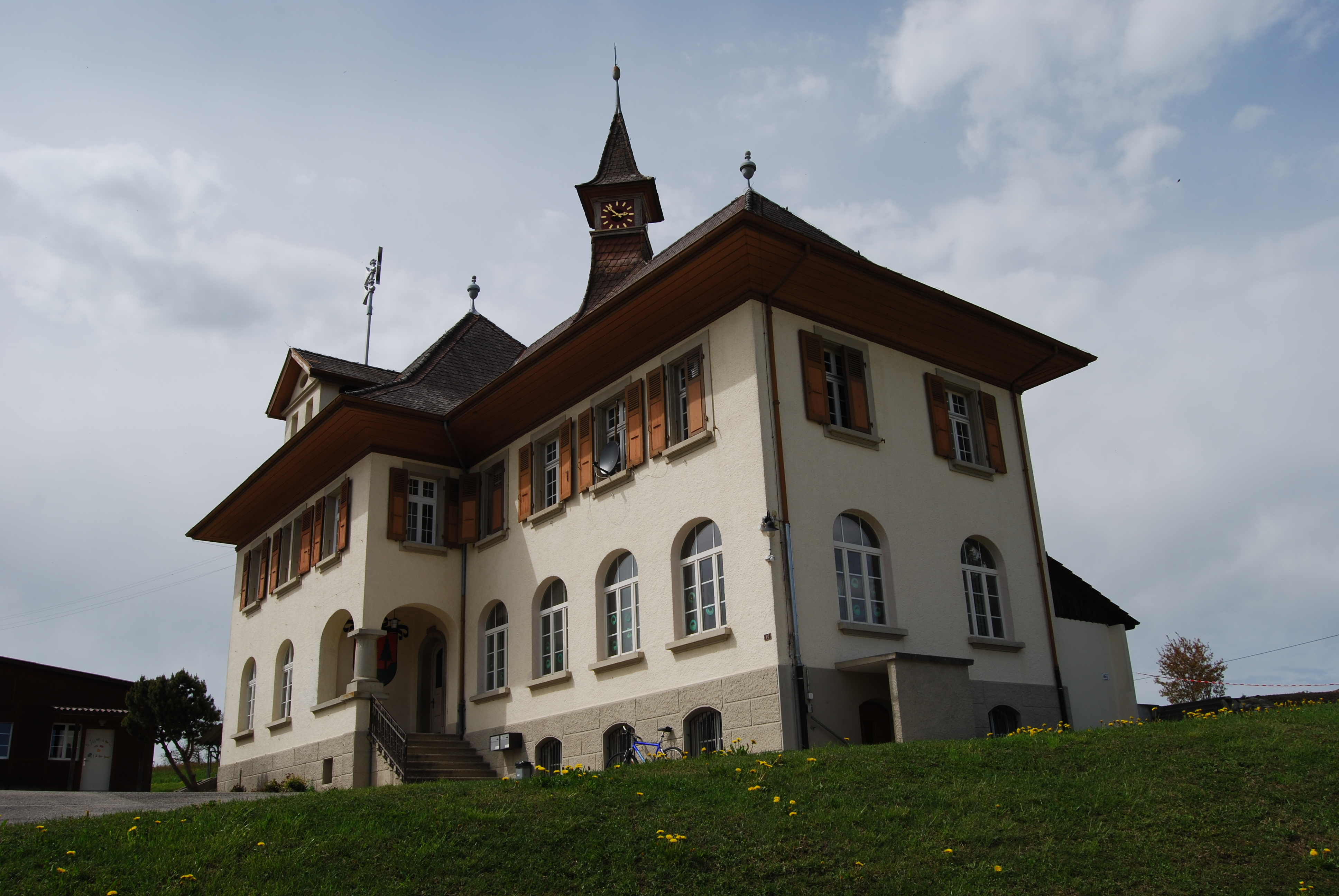
Schulhaus Gempenach
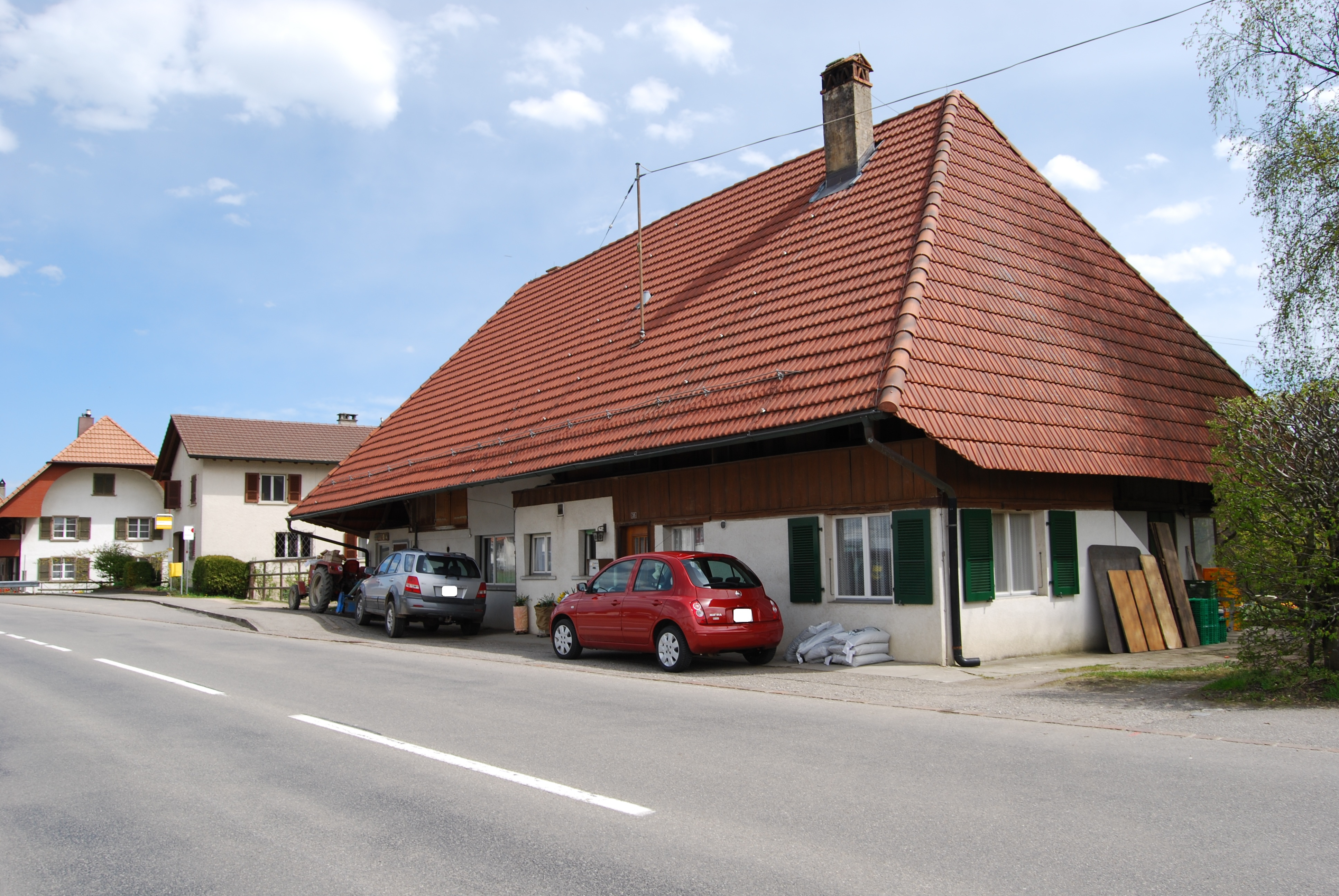
Dorfstrasse
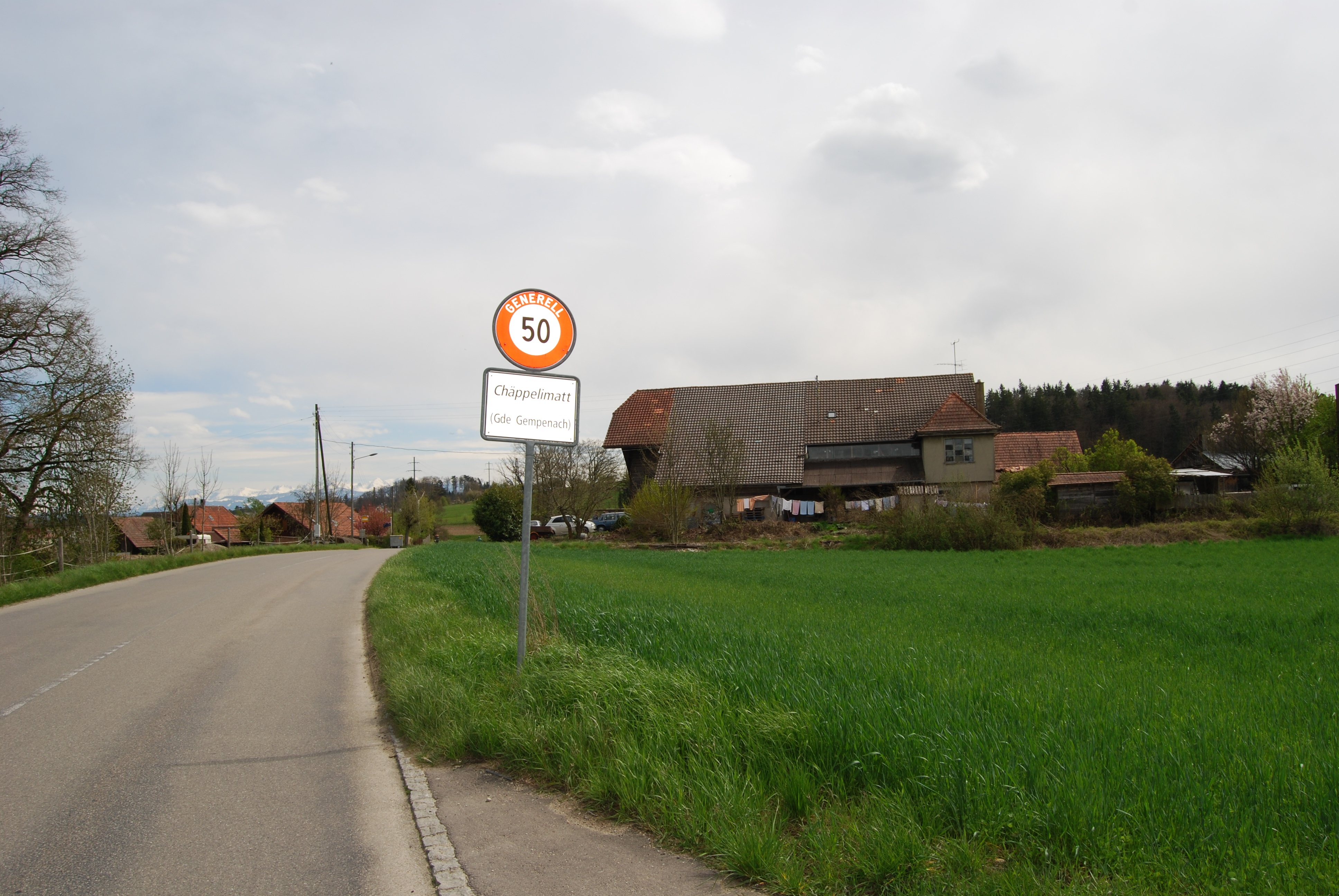
Chäppelimatt